# П'ять хвилин страху
«П'ять хвилин страху» (рос. «Пять минут страха») — радянський детективний фільм 1985 року знятий за романом письменника Сергія Висоцького «Анонімний замовник» на кіностудії «Мосфільм» Другим творчим об'єднанням.

## Сюжет
По дорозі на риболовлю раннім дощового ранку Леонід Каретников (Леонід Куравльов), співробітник патентного бюро, бачить поспішаючого незнайомця, якого на шосе збиває машина. Каретников виявляє на узбіччі бездиханне тіло чоловіка і бачить від'їжджаючу «Волгу». Поки Леонід викликав міліцію, зникли залишені ним вудки, тіло потерпілого і розкрита валіза, що лежала поруч, в якій, як виявилося пізніше, були інструменти для злому сейфів.
Займаючись розслідуванням справи, полковник карного розшуку Корнілов (Анатолій Кузнєцов) встановлює, що загиблим виявився такий собі Лев Олександрович Котлуков — відомий «ведмежатник» на прізвисько Льова Бур, який нещодавно вийшов з колонії. Також з'ясовується, що наїзд на нього скоїв якийсь Осокін (В'ячеслав Єзепов), викладач інституту, який не має ніякого відношення до кримінальних структур. Щоб розкрити наміри злочинців, Корнілов вирішує впровадити в банду свого співробітника, майора Бугайова (Євген Герасимов).

## У ролях
- Анатолій Кузнецов —  полковник міліції Ігор Васильович Корнілов
- Євген Герасимов —  майор Семен Бугаєв, впроваджений в банду, «Семен Іванович»
- Леонід Куравльов —  Леонід Іванович Каретников
- В'ячеслав Єзепов —  Борис Дмитрович Осокін
- Володимир Носик —  Бєлянчиков, співробітник Корнілова
- Валерій Баринов —  Євген Опанасович Жогін, колишній кримінальник
- Олексій Панькин —  офіціант Андрій Михайлович Райко
- Андрій Гусєв —  рудий хлопець, бандит Вася
- Олег Савосін —  Петро Семенович Гордєєв, бандит

## Знімальна група
- Автор сценарію — Сергій Висоцький
- Режисер-постановник — Андрій Ладинін
- Оператор-постановник — Віктор Шейнін
- Художник-постановник — Володимир Кірс
- Композитор — В'ячеслав Ганелін